# Evgueni Samoïlov
Pour les articles homonymes, voir Samoïlov.

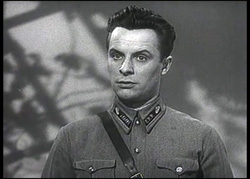
Scène du film Quatre cœurs (1941).

Evgueni Valerianovitch Samoïlov (en russe : Евге́ний Валериа́нович Само́йлов), né le 16 avril 1912 à Saint-Pétersbourg et mort le 17 février 2006 à Moscou, est un acteur russe et soviétique de théâtre et cinéma, nommé artiste du peuple de l'URSS en 1974.

## Biographie
Fils de Valerian Samoïlov, ouvrier de l'usine Poutilov et d'Anna Samoïlova, femme au foyer, Evgueni perd ses parents pendant le siège de Léningrad.
Sorti de l'école technique des arts de Léningrad en 1930, il devient acteur de théâtre d'art dramatique de Léningrad dirigé par Leonid Vivien.
Il est invité à Moscou dans la troupe du théâtre de Vsevolod Meyerhold (GosTIM) (1934-1938), en 1938-1939 - l'acteur du Studio Dovjenko de Kiev, en 1939-1940 - du Théâtre de la Comédie de Moscou, en 1940-1967 - du Théâtre de la Révolution (maintenant - Théâtre de Moscou renommé plus tard Théâtre Maïakovski), depuis 1968 dans la troupe du Théâtre Maly. Pendant la guerre, il est acteur des studios de cinéma de Tbilissi (1941-1942) et Erevan (1942-1943).
En 1939, il obtient un grand succès en incarnant Nikolaï Chtchors, légendaire commandant de l'Armée rouge, dans le film d'Alexandre Dovjenko dont le tournage est suggéré par Staline. Il est membre du parti communiste d'URSS à partir de 1951.
En 2002, il est lauréat du Masque d'or d'honneur. On lui attribue un Aigle d'or, pour l'ensemble de sa carrière en 2004.
Mort à Moscou le 17 février 2006, l'artiste est enterré au cimetière Vagankovo.

## Distinctions
- Prix Staline : 1941, pour le rôle principal dans le film Chtchors (1939)
- artiste émérite de la RSRSF : 1947
- Prix Staline : 1946, pour le rôle de Vassili Kudriachov dans le film Six heures du soir après la guerre (1944)
- Prix Staline : 1947, pour le rôle d'Oleg Kochevoï dans le spectacle La Jeune Guarde au théâtre Maïakovski de Moscou
- artiste du peuple de la RSRSF : 1953
- Ordre du Drapeau rouge du Travail : 1972
- artiste du peuple de l'URSS : 1974
- Ordre du Mérite pour la Patrie de 4e classe : 1997
- Ordre du Mérite pour la Patrie de 3e classe : 2002
- Ordre de la révolution d'Octobre : 1982
- Médaille pour la Défense de Moscou :

## Filmographie partielle
- 1939 : Chtchors (Щорс) de Alexandre Dovjenko : Nikolaï Chtchors
- 1944 : David Bek (Դավիթ-Բեկ) de Amo Bek-Nazarov : Kassianov
- 1944 : Six heures du soir après la guerre (В шесть часов вечера после войны) d'Ivan Pyriev : Lieutenant Koudriachov
- 1949 : Tribunal d'honneur (Суд чести) d'Abram Room : Nikolaï
- 1951 : L'Inoubliable 1919 (Незабываемый 1919 год) de Mikhaïl Tchiaoureli : Alexandre Neklioudov
- 1954 : Hommes en guerre (Герои Шипки) de Sergueï Vassiliev : Mikhaïl Skobelev
- 1955 : Histoire inachevée (Неоконченная повесть) de Fridrikh Ermler : médecin
- 1970 : Waterloo (Ватерлоо) de Serge Bondartchouk : Pierre Cambronne
- 1975 : Ils ont combattu pour la patrie (Они сражались за Родину) de Sergueï Bondartchouk : colonel Martcheno